# ويليام إتش. أوستين
ويليام إتش. أوستين هو سياسي أمريكي، ولد في 22 أكتوبر 1859، وتوفي في 15 أكتوبر 1922. نشط حزبياً في الحزب الجمهوري. وقد انتخب عضو جمعية ولاية ويسكونسن ‏.